# Eupithecia graciliata
Eupithecia graciliata là một loài bướm đêm trong họ Geometridae.